# 元鑑 (武昌王)
元 鑑（げん かん、464年 - 506年）は、北魏の皇族。字は紹達。武昌王。道武帝の玄孫にあたる。

## 経歴
武昌王拓跋平原の次男として生まれた。長兄の元和が沙門となったため、武昌王の爵位を元鑑に譲った。元鑑は固辞したが、元鑑の死後は元和の子の元顕が武昌王位を嗣ぐという取り決めで、元鑑は武昌王位を受けた。
通直散騎常侍となり、まもなく冠軍将軍を加えられ、河南尹を代行した。孝文帝が南征すると、元鑑は平南将軍となった。帰還すると左衛将軍となり、征虜将軍・斉州刺史として出向した。孝文帝が漢化政策を推進すると、元鑑は斉の旧風を採用するよう進言した。孝文帝の死後、兄の元和は還俗したが、寡婦の曹氏を後妻に迎えた。曹氏はすでに年長で、男女5人の連れ子がいて、斉州の行政に干渉した。元鑑は元和と曹氏と5子の意見を納れて逆らわなかったので、賄賂や非行が横行して斉州の民衆は苦しみ、元鑑の治名を大いに損なった。
宣武帝が即位すると、元鑑は征虜将軍のまま徐州刺史に転出した。徐州や兗州で洪水が起こり、民衆の多くは飢饉に苦しんだので、元鑑は上表して民衆の救済に努めた。かつて京兆王元愉が徐州刺史を務めたとき、元愉が年少だったため、長史の盧淵寛が徐州を切り回して、郡県の多くは法を守らなくなった。元鑑が上表して梁郡太守程霊虯を免職させると、徐州は粛然とした。
南朝梁の角城戍主の柴慶宗が北魏に内応すると、元鑑は淮陽郡太守の呉秦生に1000あまりを率いて赴かせた。南朝梁の淮陰の援軍が前途をはばんだが、呉秦生は連戦連勝して角城を制圧した。このため元鑑は宣武帝に賞賛された。506年5月26日、邸で死去した。享年は43。衛大将軍・斉州刺史の位を追贈された。諡は悼王といった。

## 妻子

### 妻
- 吐谷渾氏（吐谷渾仁（拾寅の子の費斗斤の子）の娘）

### 子
- 元伯宗（員外郎）
- 元仲淵（蘭陵郡太守）
- 元季偉（東魏の太尉中兵参軍）

## 伝記資料
- 『魏書』巻16 列伝第4
- 『北史』巻16 列伝第4
- 元鑑墓誌